# Stenodyneriellus punctatissimus
Stenodyneriellus punctatissimus är en stekelart som beskrevs av Giordani Soika 1977. Stenodyneriellus punctatissimus ingår i släktet Stenodyneriellus och familjen Eumenidae. Inga underarter finns listade i Catalogue of Life.